# Antonci (miasto Poreč)
Antonci – wieś w Chorwacji, w żupanii istryjskiej, w mieście Poreč. W 2011 roku liczyła 164 mieszkańców.